# Anastassia Komogorova
Anastassia Viktorovna Komogorova (en russe : Анастасия Викторовна Комогорова) est une ancienne joueuse de volley-ball russe née le 17 janvier 1992. Elle mesure 1,87 m et jouait au poste de réceptionneuse-attaquante. 

## Clubs
| Club                 | De        | À         |
| -------------------- | --------- | --------- |
| Universitet Belgorod | 2008-2009 | 2009-2010 |
| Proton Balakovo      | 2010-2011 | 2011-2012 |
| Impouls-Sport        | 2013-2014 | 2013-2014 |
| Politekh Koursk      | 2014-2015 | 2014-2015 |